# Atech Grand Prix
A Atech Grand Prix é uma equipe britânica de automobilismo.
Foi formada em 2007 como Hitech Junior Team, por David Hayle, que vendeu a sua bem sucedida equipa da Fórmula 3 Britânica Hitech Racing ao empresário austríaco Walter Grubmuller, Sr.
No fim de 2009, foi renomeada de Atech Grand Prix. Em 2010, a equipa juntou forças com a Reid Motorsport para os campeonatos Superleague Fórmula e Fórmula Renault 2.0 Reino Unido, formando a Atech Reid Grand Prix.
Em 2010, a equipa esteve na disputa pelo título de Fórmula Renault do Reino Unido com Tamás Pál Kiss, sendo, porém, batido por Tom Blomqvist e Lewis Williamson.